# Lamar Odom
Lamar Joseph Odom (* 6. November 1979 in New York City, New York) ist ein ehemaliger US-amerikanischer Basketballspieler, der zwischen 1999 und 2013 in der NBA aktiv war. Bei einer Größe von 2,08 Metern kam Odom auf beiden Forward-Positionen zum Einsatz. Er galt während seiner Karriere als vielseitiger Spieler, der für seine Größe eine sehr gute Ballbehandlung und Spielübersicht besaß. Odom wurde nie in das NBA All-Star Game berufen,  gewann jedoch im Jahr 2011 die Auszeichnung des NBA Sixth Man of the Year.

## Karriere

### Frühe Jahre
Odom wurde im Stadtteil South Jamaica in Queens, New York geboren. Sein leiblicher Vater war drogensüchtig und seine Mutter verstarb, als Lamar zwölf Jahre alt war. Er wurde von seiner Großmutter Mildred aufgezogen. Er besuchte drei Jahre lang die Christ The King Regional High School in Middle Village, New York, bevor er auf die Redemption Academy in Troy, New York und von dort auf die St. Thomas Aquinas High School in New Britain, Connecticut wechselte. 1997 wurde er zum Parade Magazine Player of the Year ernannt und als Senior wurde er in das USA Today All-USA First Team gewählt.
Odom entschied sich 1997 für die University of Nevada in Las Vegas (UNLV). Laut den Regeln der NCAA ist es den Universitäten untersagt, ihre Basketballspieler für deren Dienste finanziell zu entschädigen. Als herauskam, dass Odom jedoch von einem der Universitätsbeauftragten Geld erhalten hatte, wurde der Coach der Mannschaft, Bill Bayno, entlassen, die Universität wurde vier Jahre lang nur auf Bewährung in der NCAA zugelassen und Odom wechselte daraufhin auf die University of Rhode Island, musste aber die Saison 1997/98 aussetzen. Odom spielte eine Saison lang für seine neue Universitätsmannschaft.

### Los Angeles Clippers (1999 bis 2003)

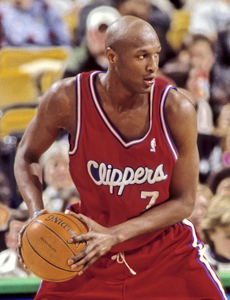
Odom im Trikot der Clippers

Odom wurde im Rahmen der NBA-Draft 1999 mit dem vierten Pick von den Los Angeles Clippers ausgewählt. In seiner ersten Saison erzielte er 16,6 Punkte, 7,8 Rebounds und 4,2 Assists pro Partie und wurde in das NBA All-Rookie First Team 2000 gewählt.
Im November 2001 wurde er von der NBA wegen zweifachen Verstoßes gegen die Anti-Drogen-Vereinbarung für acht Spiele gesperrt. Sein Punkte- sowie Reboundschnitt sanken in den folgenden beiden Spielzeiten und er wurde im Sommer 2003 als so genannter Restricted Free Agent von den Miami Heat unter Vertrag genommen.

### Miami Heat (2003 bis 2004)
Lamar Odom wurde im selben Jahr, in dem Dwyane Wade von den Miami Heat in der Draft ausgewählt wurde, Bestandteil der Mannschaft. Odom konnte seine Leistungen auf dem Spielfeld auf 17,1 Punkte, 9,7 Rebounds, 4,1 Assists, 1,1 Steals und 0,9 Blocks pro Partie steigern und führte seine Mannschaft zusammen mit Wade in die Playoffs. In diesem Jahr spielte er auch für die Nationalmannschaft der Vereinigten Staaten bei den Olympischen Sommerspielen und gewann mit der Auswahl die Bronze-Medaille.

### Los Angeles Lakers (2004 bis 2011)
Odom wurde zusammen mit Caron Butler und Brian Grant im Austausch für Shaquille O’Neal an die Los Angeles Lakers abgegeben. In seinem ersten Jahr zog sich Odom eine schwere Schulterverletzung zu und musste das letzte Drittel der Saison aussetzen. Die Lakers verpassten die Playoffs und holten nach dieser Saison ihren ehemaligen Coach Phil Jackson zurück ins Boot.
In der folgenden NBA-Saison war seine Leistung auf dem Feld alles andere als konstant, aber er steigerte sich stetig. Er konnte in zwei aufeinanderfolgenden Spielen ein Triple-double erzielen. In den Playoffs wurden die Lakers jedoch bereits in der ersten Runde nach sieben Spielen von den Phoenix Suns ausgeschaltet. In der Saison 2006/07 hatte Odom erneut mit Verletzungen zu kämpfen und in den Playoffs scheiterten die Lakers erneut an den Suns. Die NBA-Saison 2007/08 hatte einige Überraschungen für Odom parat: Die Lakers sicherten sich die Dienste von Pau Gasol, der junge Center Andrew Bynum musste wegen einer Knieverletzung aussetzen und somit wurde Odom sehr vielseitig eingesetzt. Die Mannschaft erreichte die NBA Finals, musste sich dort jedoch den Boston Celtics geschlagen geben.
In der Saison 2008/09 wurde Odom auf die Bank verfrachtet und als so genannter Sixth Man eingesetzt. Er wurde meist für Gasol und/oder Bynum eingewechselt. Als Bynum sich im Januar 2009 erneut verletzte, wurde Odom zurück in die Startaufstellung geholt. Nach Bynums Rückkehr im April wurde Odom wieder von der Bank ins Spiel gebracht. Am Ende der Saison konnte er auf 11,3 Punkte, 8,2 Rebounds, 2,6 Assists, 1,7 Blocks und 1,0 Steal pro Partie zurückblicken. In dieser Saison konnte Odom mit den Lakers seine erste NBA-Meisterschaft gewinnen. Nach der Saison verlängerte er seinen Vertrag mit den Lakers um vier Jahre im Gesamtwert von 33 Millionen US-Dollar. In der folgenden Saison, 2009/10, sicherte sich Odom mit den Lakers erneut die Meisterschaft. In der Saison 2010/11 erhielt Odom den NBA Sixth Man of the Year Award und war damit bester Einwechselspieler. Er war der erste Lakers-Spieler, dem diese Auszeichnung verliehen wurde.
Odom konnte im Sommer 2010 mit der Nationalmannschaft der USA die Basketball-Weltmeisterschaft gewinnen.

### Dallas Mavericks (2011–2012)
Die Dallas Mavericks gaben am 10. Dezember 2011 bekannt, dass Odom für die neue Saison zum amtierenden Meister aus Texas wechseln wird. Am Anfang der Saison brachte er schwache Leistungen, nachdem er in der Sommerpause seinen Cousin verloren hatte und außerdem in einem Wagen saß, der einen Jugendlichen überfuhr. Deshalb wollte er ursprünglich eine Auszeit nehmen. Am 2. März 2012 wurde er von den Mavs zu den Texas Legends geschickt, jedoch nur einen Tag später wieder zurückgeholt. Anfang April 2012 trennten sich die Mavericks von Odom, jedoch ohne ihn zu entlassen.

### Los Angeles Clippers (2012–2013)
Am 29. Juni wurde offiziell bestätigt, dass Odom zu den Clippers zurückkehren wird. Er wurde im Zuge eines Tauschgeschäfts zwischen den Clippers, Jazz, Rockets und den Mavs nach Los Angeles transferiert. Bei den Clippers konnte Odom die in ihn gesetzten Erwartungen nicht erfüllen. Mit 4,0 Punkten und 5,9 Rebounds pro Spiel spielte er die bis dahin schwächste Saison seiner Karriere.

### Wechsel nach Spanien (2014)
Nach der Saison wurde Odom Free Agent. Obwohl es Interesse zwischen den Clippers und Odom auf eine weitere Zusammenarbeit gab, kam es zu keiner Einigung. Am 18. Februar 2014 unterschrieb Odom einen Vertrag beim spanischen Erstligisten Laboral Kuxta. Er spielte nur zwei Spiele für den Verein, bevor er entlassen wurde.

### New York Knicks (2014)
Im April 2014 wurde bekannt, dass Lamar Odom für mehrere Jahre von den Knicks verpflichtet wurde. Er absolvierte jedoch kein NBA-Spiel für die Knicks und wurde zwei Monate später entlassen.

### Rückkehr aufs Spielfeld
Im Juni 2019 kehrte er fast vier Jahre nach seinem Zusammenbruch in der 3-gegen-3-Liga Big3 aufs Spielfeld zurück.

## Privatleben
- Odom hat drei Kinder, zwei Söhne und eine Tochter. Seine Tochter wurde 1998 und sein Sohn 2002 geboren. Sein zweiter Sohn, der im Dezember 2005 geboren wurde, starb am 28. Juni 2006 an plötzlichem Kindstod im Alter von sechs Monaten in seinem Bett.[20]

- Odom ist für seine Vorliebe für Süßigkeiten bekannt. Die Firma Wrigley erstellte für ihn ein Duplikat der NBA-Meisterschaftstrophäe, das nur aus Süßigkeiten bestand, nachdem die Los Angeles Lakers die Meisterschaft 2009 gewinnen konnten.[21]

- Nach nur vier Wochen Beziehung heiratete Odom am 27. September 2009 Khloé Kardashian.[22][2]

- Am 30. August 2013 wurde Odom früh morgens wegen Fahren unter Einfluss psychoaktiver Substanzen verhaftet und am selben Tag unter Stellung von 15.000 US-Dollar Kaution wieder freigelassen.[23] Er wurde zu drei Jahren auf Bewährung verurteilt und musste sich einer Entziehungskur unterziehen.

- Am 13. Oktober 2015 wurde Odom bewusstlos nach dem Konsum von Kokain und größeren Mengen an Potenzmitteln in dem Bordell "Love Ranch" im Bundesstaat Nevada aufgefunden und in kritischem Zustand in ein Krankenhaus eingeliefert.[24] Erst nach vier Tagen konnte die künstliche Beatmung beendet werden. Drei Monate später konnte er zum ersten Mal das Krankenhaus verlassen.

- 2019 enthüllte er in seiner Autobiografie Darkness to Light seine Sexsucht. Er habe mit über 2000 Frauen geschlafen.[25]